# Isola Oktjabrënok
L'isola Oktjabrënok (in russo Остров Октябрёнок, ostrov Oktjabrënok) è un'isola russa che fa parte dell'arcipelago di Severnaja Zemlja ed è bagnata dal mare di Laptev.
Amministrativamente fa parte del Tajmyrskij rajon del Territorio di Krasnojarsk, nel Circondario federale della Siberia. Il nome dell'isola (in italiano "ottobrista") fa riferimento alla rivoluzione d'ottobre.

## Geografia
L'isola, che ha un'altezza massima di soli 10 m, è situata al largo della costa settentrionale dell'isola Malyj Tajmyr, a est di capo Namyvnoj (мыс Намывной). A sud-est di Oktjabrënok, ancor più vicine alla costa di Malyj Tajmyr, ci sono alcune piccole isolette senza nome e l'isola Izmenčivyj.